# Xã Ten Mile, Quận Macon, Missouri
Xã Ten Mile (tiếng Anh: Ten Mile Township) là một xã thuộc quận Macon, tiểu bang Missouri, Hoa Kỳ. Năm 2010, dân số của xã này là 352 người.